# Surbiton Football Club
Il Surbiton Football Club fu un'associazione calcistica inglese con sede nel sobborgo londinese di Surbiton, fondata dai membri del club di canotaggio Kingston Rowing Club. Fu membro fondatore della Federcalcio inglese.

## Storia
La prima partita di calcio registrata del club fu uno 0-0 in casa contro il Dingley Dell il 15 febbraio 1862. La partita fu giocata in 10 contro 10 con regole che vietavano l'uso delle mani per toccare la palla, e i cui gol venivano segnati calciando la palla sotto un nastro.
Nel novembre 1862 il club giocò di nuovo contro il Dingley Dell vincendo per 1-0
Il club fu uno dei membri fondatori della Football Association, alla prima riunione dell'associazione la Freemason's Tavern in Great Queen Street il club era rappresentato da Theodore Bell. Il club si sciolse non giocò nessuna partita dopo essere entrato nell'associazione